# Colomiers
 Colomiers  (en occitano Colomièrs) es una población y comuna francesa, en la región de Mediodía-Pirineos, departamento de Alto Garona, en el distrito de Toulouse y cantón de Toulouse-13.

## Demografía
| 1 080 | 1 155 | 1 227 | 1 247 | 1 325 | 1 338 | 1 456 | 1 456 | 1 414 | 1 576 | 1 634 | 1 716 | 1 712 | 1 710 | 1 716 | 1 623 | 1 689 | 1 720 | 1 732 | 1 829 | 1 556 | 1 640 | 1 821 | 1 860 | 2 122 | 3 195 | 4 607 | 10 584 | 20 126 | 23 326 | 26 979 | 28 538 | 32 315 |
| Para los censos de 1962 a 1999 la población legal corresponde a la población sin duplicidades (Fuente: INSEE [Consultar]) |       |       |       |       |       |       |       |       |       |       |       |       |       |       |       |       |       |       |       |       |       |       |       |       |       |       |        |        |        |        |        |        |

Forma parte de la aglomeración urbana de Toulouse. Es la segunda comuna de Alto Garona por su población.

## Economía
Es sede de una de las fábricas de Airbus SAS.